# Judith Frömmer
Judith Frömmer (* 1977) ist eine deutsche Literatur- und Kulturwissenschaftlerin.

## Karriere
Nach dem Studium der Romanistik, Germanistik und Philosophie an der LMU München und den Universitäten in Toulouse und Perugia sowie einem Forschungsaufenthalt in Oxford wurde Judith Frömmer 2005 an der LMU München mit einer Arbeit zu Vaterfiktionen. Empfindsamkeit und Patriarchat in der Literatur der Aufklärung promoviert. Die Habilitation erfolgte 2013 mit einer Arbeit zur typologischen Poetik frühneuzeitlicher Gründungsnarrative mit dem Titel Italien im Heiligen Land.
Ab 2017 war sie als ordentliche Professorin an der Albert-Ludwigs-Universität Freiburg im Breisgau tätig. Seit 2022 lehrt und forscht sie an der Universität Wien, wobei ihr Fokus auf dem Konnex von Literatur und Politik insbesondere im Hinblick auf Gründungs- und Meistererzählungen, Denkfiguren und Lektürepraktiken liegt.